# Andrena thoracica
Espèce
Statut de conservation UICN

DD : Données insuffisantes
Andrena thoracica est une espèce d'abeilles de la famille des Andrenidae, du genre Andrena. Présente sur le continent eurasiatique de l'Angleterre au Kasakhstan.

## Taxonomie
Cet insecte est également appelé dans les articles scientifiques :
- Apis thoracica Fabricius, 1775
- Andrena sinensis Cockerell, 1910
- Melitta melanocephala Kirby, 1802
- Andrena thoracica kotschyi Mavromoustakis, 1953
- Andrena thoracica melanoptera Hedicke, 1934

## Description
Le noms vernaculaires français (Andrène thoracique) et allemand (Rothaarige Düstersandbiene = abeille foncée à poils roux) font directement référence à la morphologie de cet insecte : une grande andrène (14–16 mm) dont l'abdomen noir lisse et brillant contraste avec les poils roux présents sur le thorax. Une confusion est possible avec l'andrène bicolore femelle, plus petite (10 mm) et dont l'abdomen est strié de poils gris ou blancs.

## Écologie
Cette espèce est bivoltine avec une génération au printemps (de Mars à Mai au Pays de Galles en Angleterre, d'avril à juin en Belgique), et une génération en été (en juillet-août dans les îles britanniques et de juillet à septembre en Belgique),.
Polylectique contrairement à bon nombre d'autres andrènes, elle récolte le pollen sur les fleurs de différentes familles de végétaux (Brassicaceae, Asteraceae, Lamiaceae, Onagraceae et Salicaceae) sans montrer de préférences particulières.
En bord de mer, où elle peut être assez commune, on la trouve fréquemment dans les prairies au sol sableux qui surplombent les falaises littorales. Les mâles patrouillent les zones de nidification situées juste au bord de ces falaises. Ce comportement lui vaut en anglais le nom vernaculaire de cliff mining bee et au Danemark de Kystjordbi (= abeille fouisseuse côtière). On rencontre aussi cette espèce dans différentes zone sableuses à l'intérieur des terres et jusque dans les steppes d'Asie.

## Parasitisme et pseudocopulation
Les abeilles coucous Nomada goodeniana et Nomada fluvicornis sont des cleptoparasites connus de cette espèce.
L'andrène thoracique est aussi la seule andrène à polliniser l'Ophrys des Olonnes, une sous-espèce d’Ophrys suboccidentalis que l'on trouve exclusivement entre les Sables-d'Olonne et la Pointe de Crozon. Cette pollinisation est le résultat de la pseudocopulation des mâles de la première génération de début mars à avril attirés par des pseudo-phéromones et la forme de la fleur qu'ils confondent avec les femelles de l'espèce. Dans le cas présent, les pollinies s'accrochent sur la tête du mâle leurré pour être transportées vers une autre fleur.